# 自然の鉛筆

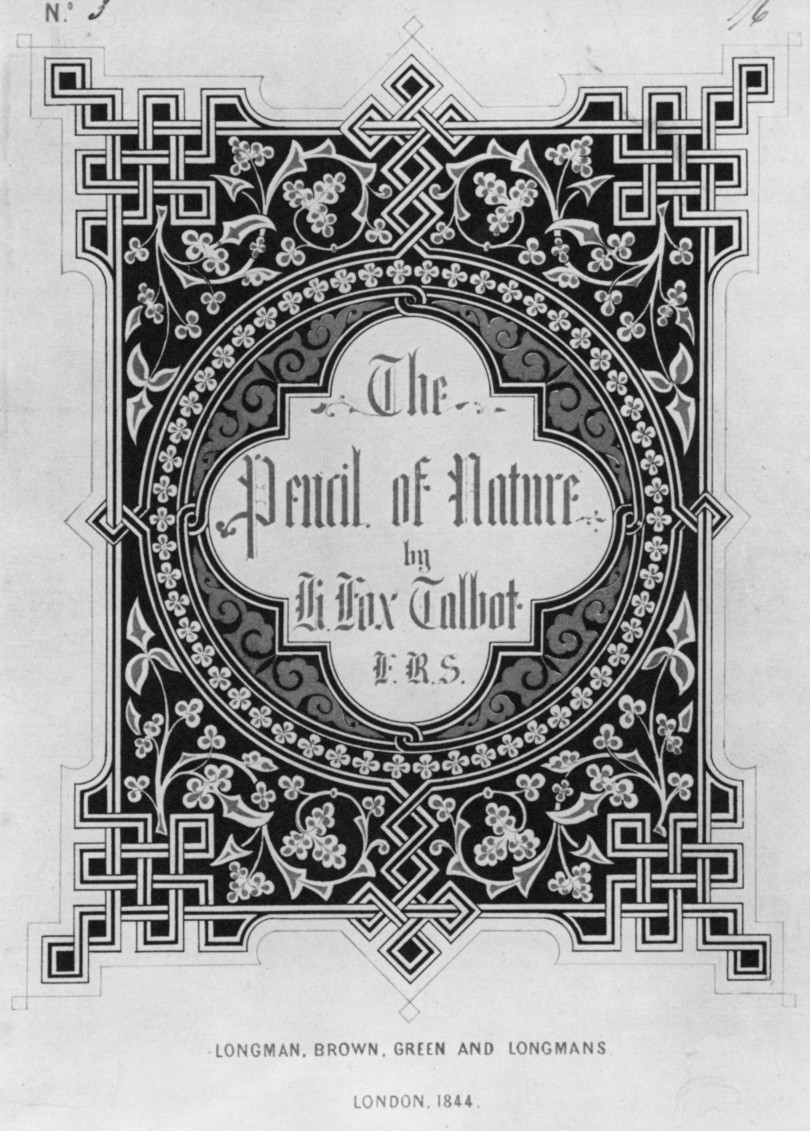
初版の表紙

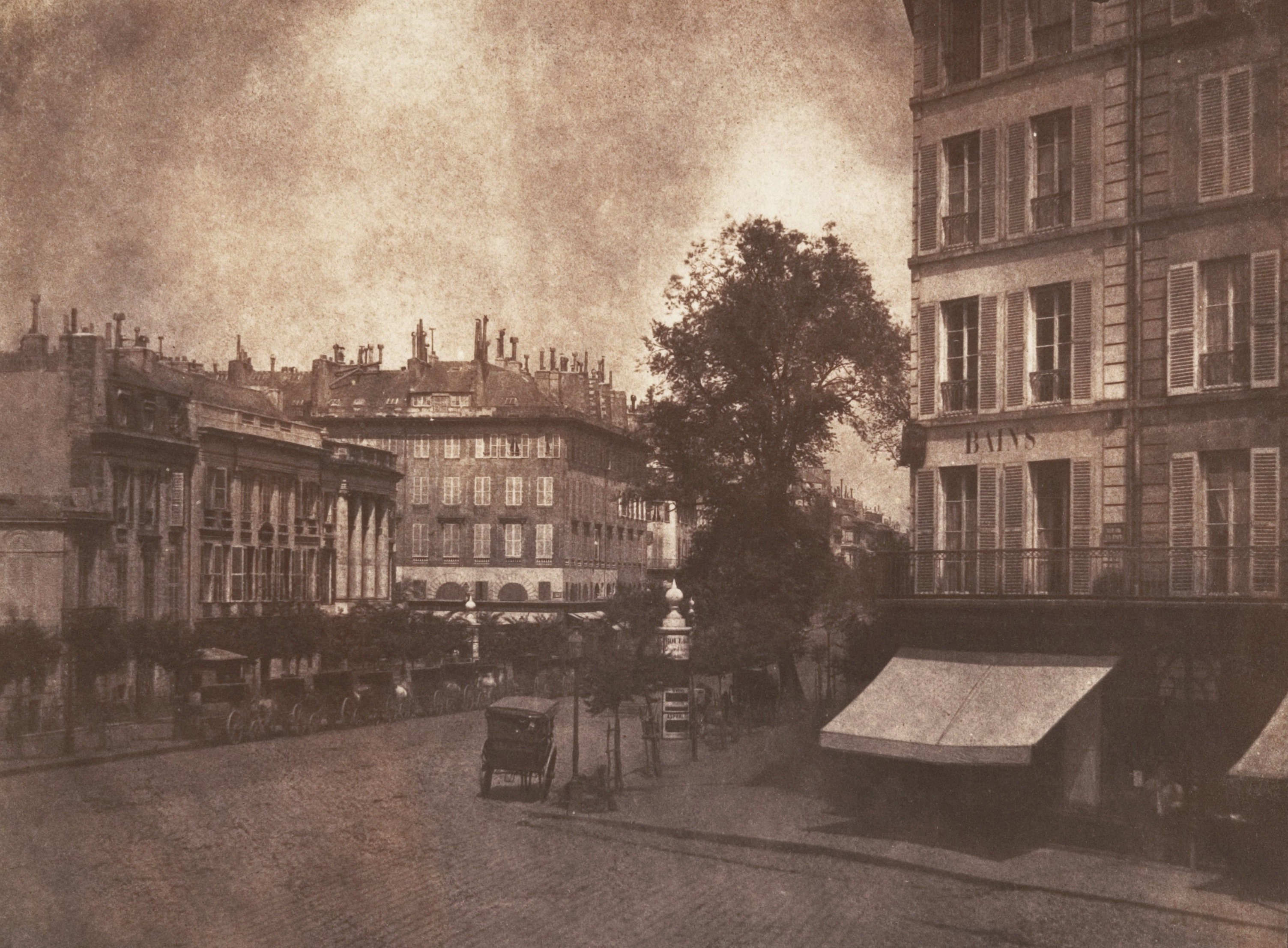
「自然の写真」よりパリのブールバール

『自然の鉛筆』（しぜんのえんぴつ、The Pencil of Nature）とは、ウィリアム・ヘンリー・フォックス・タルボット撮影による写真集。1844年から46年の間に出版されたもので、世界最古の写真集とされている。タルボットは本来続編を計画していたが、売れ行きが悪かったために断念せざるを得なかった。
カロタイプを3〜5枚、直接貼付けた6分冊で計24枚の写真で構成されている。
15部が現存するとされ、東京都写真美術館にそのうちの1冊が収蔵されている。
2016年、日本語版が初めて赤々舎から出版された（ISBN 978-4-86541-043-3）。